# Bali táncok
A balinéz táncok az Indonéziai Bali szigetén élő balinézek ősi vallási és művészeti hagyományainak meghatározó részét alkotják. Ezeket a táncokat  a UNESCO 2015-ben,  felvette az emberiség szellemi örökségének reprezentatív listájára. A balinéz táncok dinamizmusukkal impulzivitásukkal és kifejező erejükkel kápráztatják el nézőiket. A táncosok legtöbbször táncdrámákat táncolnak el testükkel az ujjaikkal, kezükkel, fejükkel vagy éppen a szemeikkel. A hagyományos balinéz táncoknak három alap műfaját különböztetjük meg a szent, a félig megszentelt (ceremoniális) és a világi vagy szórakoztató táncokat. A hagyományos balinéz táncok között van amit csak nők és vannak amit csak férfiak táncolhatnak. A táncosok élénk színű aranyozott virág és állat motívumokkal díszített kosztümöket viselnek. A kosztümöket a természet inspirálja és bali és jávai hagyományokat, ősi viseletet és vallási értékeket szimbolizálnak.

## Története
Bali szigetén a lakosságának többsége (~90%) hindu vallású. A hinduizmusban a tánc a világ folyamatos átalakulásának formálódásának kísérő jelensége, szimbóluma. Gyakran jelenik meg mint Siva istennő gyakran mint Párvati, vagy Káli megszemélyesítése. Ezt szimbolizálja a balinéz táncok démonikus királynője, Rangda is.
Balin szó szerint megszámolhatatlan számú táncot lehet megkülönböztetni, az egyszerű rejang-tól a nagyon bonyolult legongig. A turizmus egyre komolyabb hatására, hogy a vallásos táncokat megóvják az elüzletesedéstől, 1971-ben létrehoztak egy hindu hittudósokból álló bizottságot. Ennek volt a feladat, hogy meghatározza, mely táncok számítanak szent táncoknak és melyek világinak. A hittudósok munkájának eredményeként, alapvetően attól függően, hogy egyes táncokat a templom mely területén táncolják, 3 csoportba osztották a bali táncokat: szent, félig megszentelt és világi táncokra. Ez a besorolás a táncok standard osztályozása.

## Szent (wali) táncok
A wali táncok szentek, kizárólag a hindu templomok legbelső udvarán (jeroan) táncolhatók. 
Ez az a hely ahol az oltárok a szent szimbólumok találhatók és ahol az istentiszteleteket tartják. A táncok dramatikus elemek nélküli eredeti balinéz csoportos táncok, és mint minden balinéz táncnak a céljuk az ősi szellemek kiengesztelése.
A rejangot és a barist a templomi fesztiválok első napján kora reggel adják elő, a mendet a fesztivál utolsó napjának estjén a fesztivál záró tánca, 

### Rejang
A rejagan 2-11 év közötti kislányok „menettánca.” Lassan és méltóságteljesen haladnak az oltár felé legyezőket forgatva vagy a csípőjükre tekert selyem öveket lebegtetve. Az öltözetük az egyszerű templomi öltözettől gazdagon díszített szőttesekig terjed. 

### Baris
A baris egy férfiak által bemutatott harci tánc. Különböző elnevezésekkel találkozunk (baris gede, baris pendet, stb.) ezek az elnevezések a tánc közben viselt fegyverekre utalnak. 

### Mendet
A templomi fesztivál utolsó napján késő este kerül sor a férjes asszonyok által táncolt mendetre. Ezt alapvetően a település férjezett asszonyai adják elő, de fiatal asszonyok és leányok is csatlakozhatnak hozzá. Az asszonyok fonott ajándék kosarakat, szentelt vizet, alkoholos italokat ajánlanak a papoknak. A templom udvarán körmenetet alakítanak ki felajánlva ajándékaikat megállnak minden oltár előtt. ,

### Szanghjang (transztánc)
A szanghjang egy transztánc maga a sanghyang szó „isteneket” jelent. Ezt a táncot az istenek és istennők megbékítésére, azok áldását kérve, táncolják el. A tánc előadásának oka lehet a rossz termés, egy vulkánkitörés, más természeti katasztrófa, betegség, járvány. 
A sanghyangnak több változata van. A sanghyang dedari-t két pubertás kor előtti kislány adja elő. A tánc előadásának előkészületei hónapokig tartanak. A táncot előadó két  kislányt, akik előzőleg soha nem táncoltak, a helyi templom papjai készítik fel arra, hogy annyira képesek legyenek ellazítani elméjüket, hogy transzba essenek. A transz állapotot tömjén füsttel, a település asszonykórusainak az isteneket magasztaló azokat megidéző kántálásával, valamint egy férfi kórus gamelánt imitáló énekével érik el. A táncot megelőzően körmenetben járják végig a település mágikus pontjait (ezek lehetnek keresztutak, hidak, mágiát gyakorló lakosok házai stb.). A körmenet végén visszatérnek a templom legbelső udvarába ahol hitük szerint a két transzba esett kislány testébe költöznek az istenek és azok akár 4 órán át is táncolnak. 
A sanghyang másik változatát a Sanghyang Jaran-t férfiak táncolják. Ez egy tűztánc. A táncot megelőző kántálás idején kókuszdió héjakat gyújtanak meg és azok izzó parazsán táncolnak. A táncot kántáló férfiak kecak kórusa kíséri.

### Barong
A barong az egyik legismertebb balinéz tánc. A tánc költemény a jó és a rossz harcáról szól. Klasszikus példája, hogy a balinézek hogyan élik meg saját mitológiájukat, hogy válnak a mítoszok és a történelem egy közös valósággá. 
A barong egy mitologikus állat a legismertebb a barong ket oroszlán és a medve keveréke. De megjeleníthet egy barong tigrist, vadkant vagy elefántot is. A barong a település védelmezője, démoni eredete ellenére ezt a szörnyeteget a nép egy jóindulatú, szeretetteljes teremtménnyé transzformálta. Büszkén ágaskodva jelenik meg a színen rángatva köteleit és csattogtatva hatalmas állkapcsát. Általában két maszkot viselő csoport követi akik az istenségeket és a démonokat személyesítik meg. Ezek az istenségek és démonok harcolnak egymással, de soha nincs győztes. Szerepük az egyensúly megtartása.

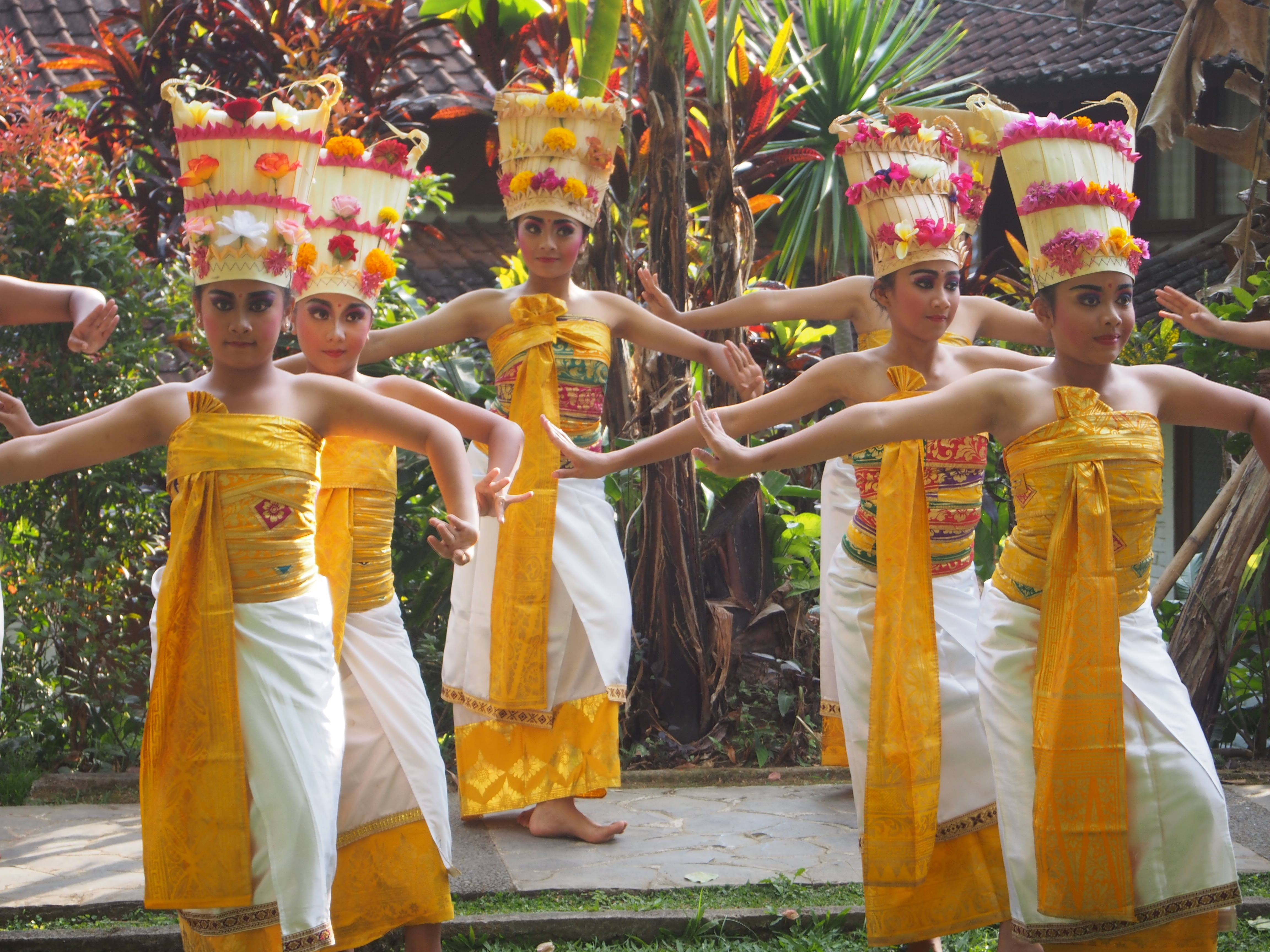
rejang táncosnők
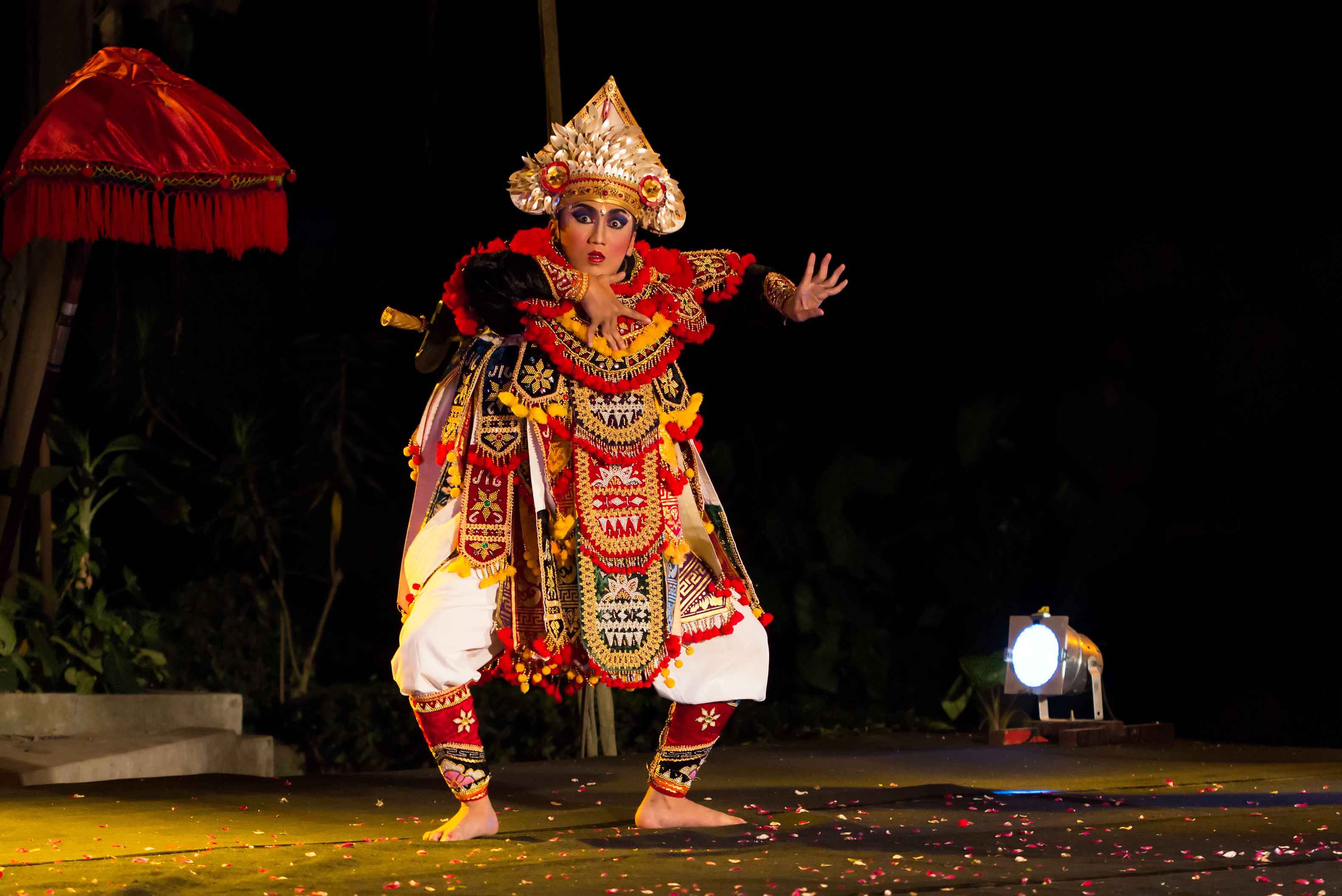
baris táncos
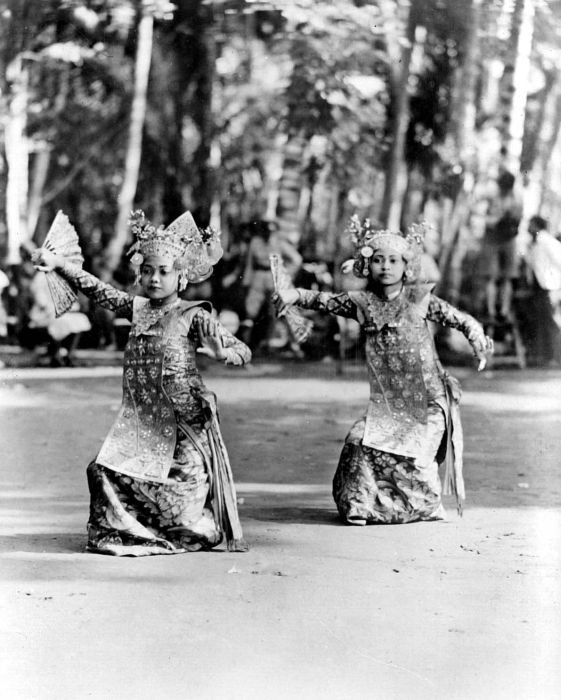
két sanghyang dedari táncosnő 1952
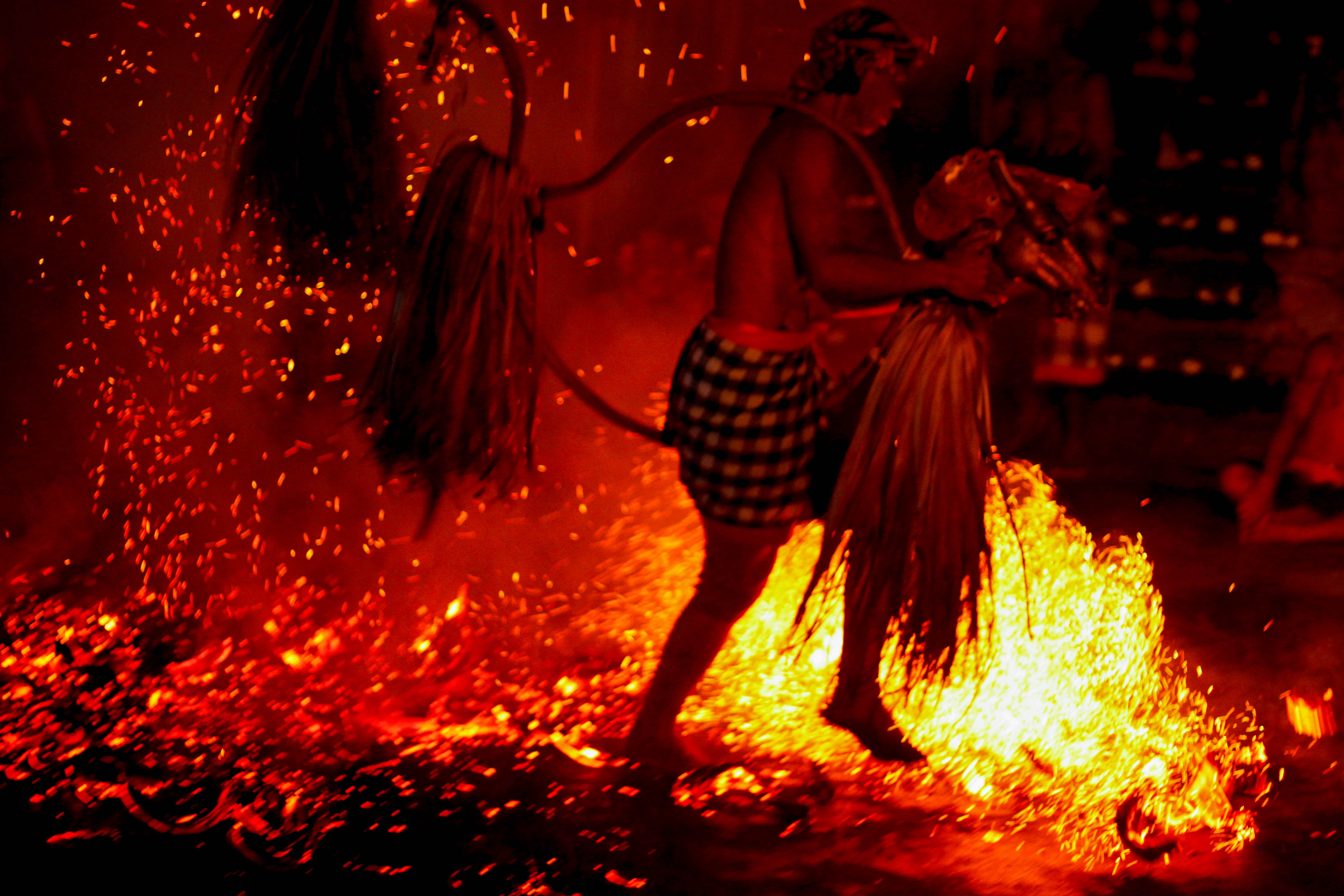
Sanghyang Jaran táncos

## Félig megszentelt (bebali) táncok
A bebali táncok ünnepélyes szertartásos táncok, ezeket a templomok középső udvarán (jaba tengah) táncolják. Ez az a hely ahol a papok és a világiak találkoznak. Ezek drámatáncok, rendszerint jávai-hindu eposzok történeteit mesélik el a tánc eszközeivel.

### Gambuh
Legismertebb a gambuh. A gambuh táncdrámák történetei Panji Inu Kerpati jávai herceg legendáin alapulnak és Panji herceg kalandjait mesélik el aki a csudaszép Candra Kirana hercegnőt keresi. A drámai események a táncjáték a királyi udvar pompája és a király csatái körül összpontosulnak. Az alaptörténet, hogy az esküvőjük éjszakáján elszakítják Panjit és menyasszonyát Candra Kirana-t egymástól. Ezt követően a két szerelmes éveken át keresi egymást a középkori Jáva különböző tájain. Végül egy csatatéren találkoznak, felismerik egymás álruháját, és boldogan élnek együtt míg meg nem halnak. A gambuh-t általában egy 4-8 tagú fuvola zenekar kíséri.

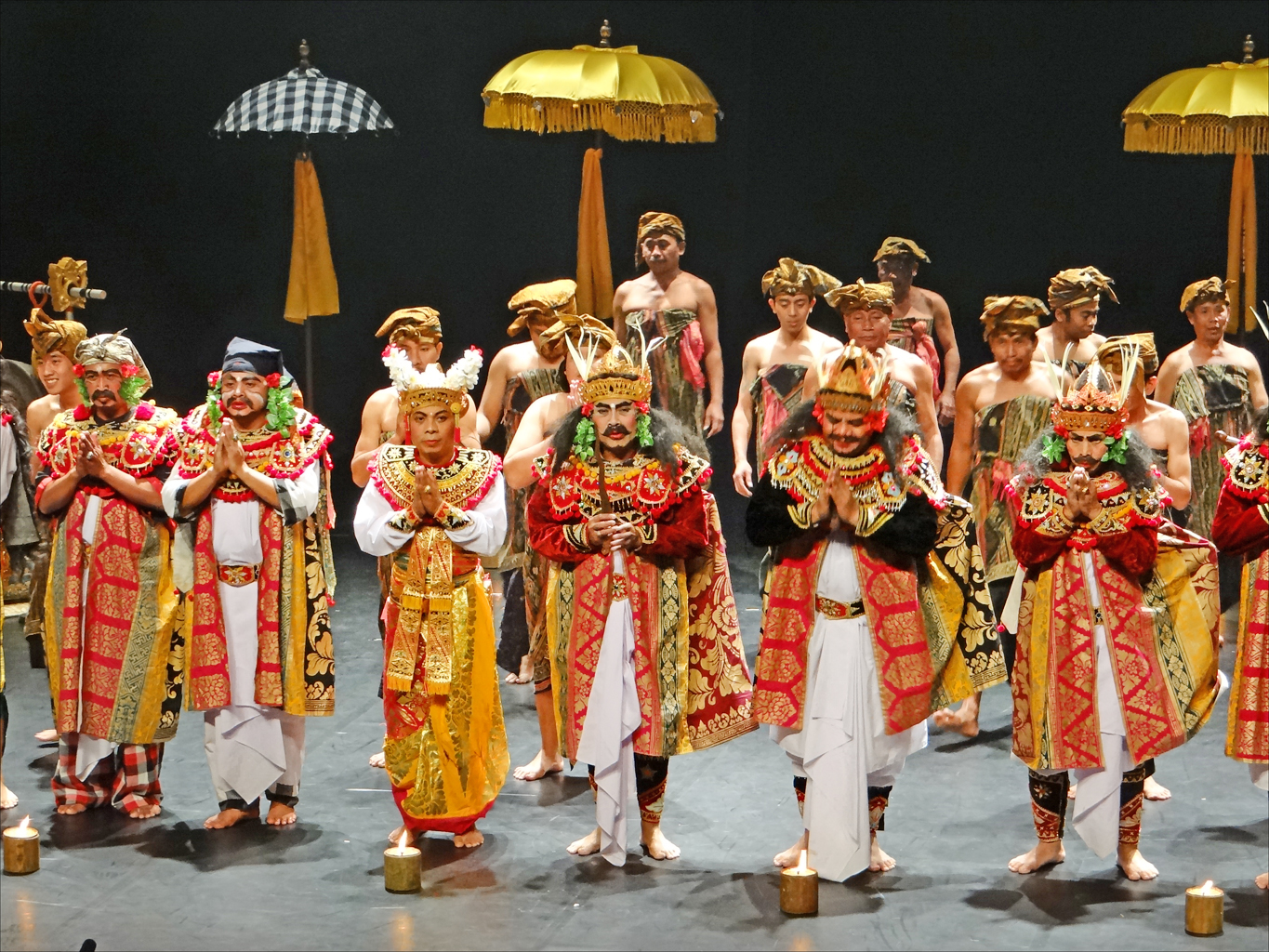
Sebatu-i (Bali) gambuh táncosok vendégjátéka a párizsi Chaillot szinházban 2012
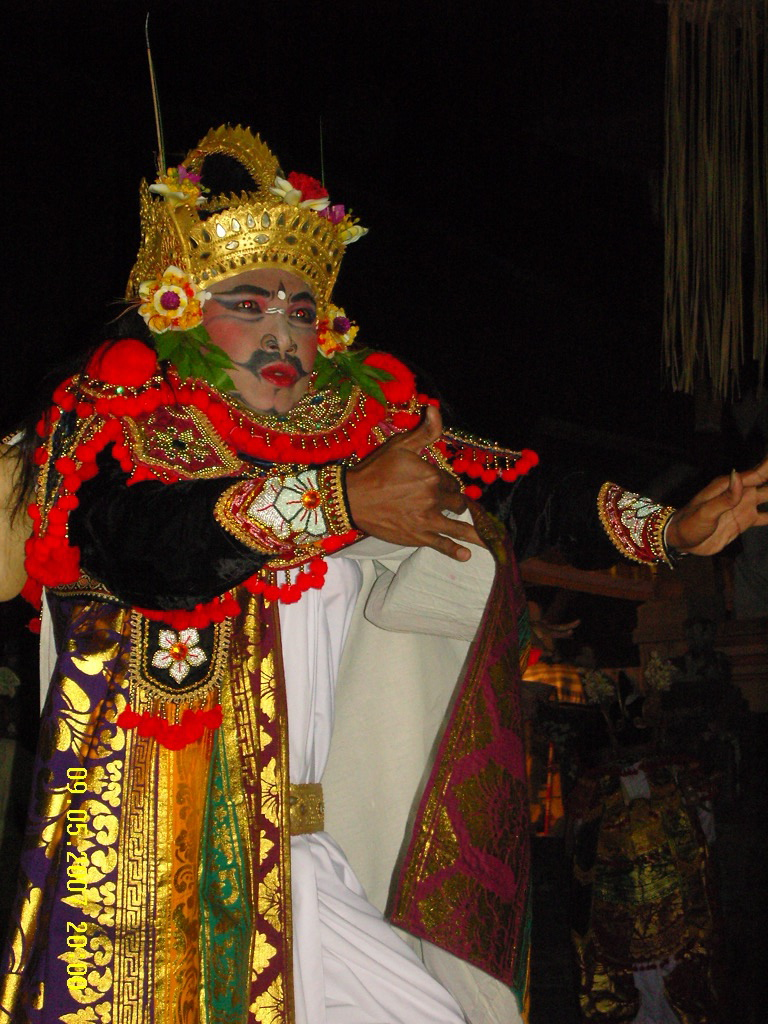
egy nemest játszó gambuh táncos
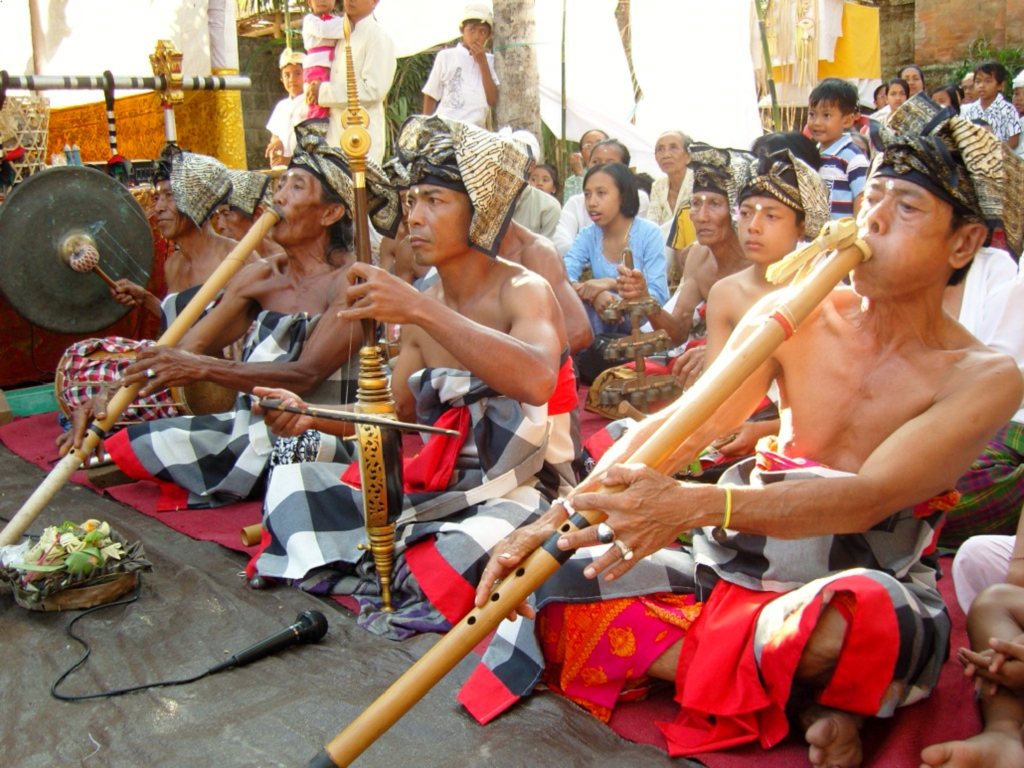
gambuh-ot kísérő gamalan zenekar

## Világi (balih-balihan) táncok
A balih-balihan táncok világi táncok ezek helyszíne a külső udvar (jaba) a templom megszentelt területén kívül eső terület. Az előadások előtt gyakran ezt a területet is megszentelik. Ezek között a táncok között a klasszikus táncformák mellett modern táncok is vannak. 

### Legong
Az egyik legismertebb és leglátványosabb bali tánc, a kettő vagy három magosan képzett táncosnő által előadott, legong. Ezt a táncot a 19. század legelején az udvari muzsikusok és táncosok Sukavati uralkodójának kívánságára és szórakoztatására kreálták. A legong a  Sanghyang Dedari világi változata, de attól eltérően történetet mesél el. 1931-ben egy legong tánctanár alakította ki a mai változatát ahol egy szólótáncos vezeti be szólójával az előadást majd ezt követően táncolják el a történetet.

### Kecak
1930-ban amikor Balin elkezdődött a tömegturizmus két letelepül európainak jutott eszébe az ötlet, hogy a Sanghyang Jaran kecak kórusát a templomból kihozza és látványosságot csináljon belőle. Ez a kecak, vagy más néven Rámájána majom tánca. Ez a tánc Rámájánának a majomszerű erdei emberekkel, a vanarasokkal vívott csatáját ábrázolja. A táncot, meztelen felsőtestű derekuk körül kockás ágyékkötőt vagy nadrágot viselő férfiakból álló nagy (50-től 150 főig) tánccsoport adja elő. A táncosok kezeikkel hadonászva és tapsolva kántálnak.

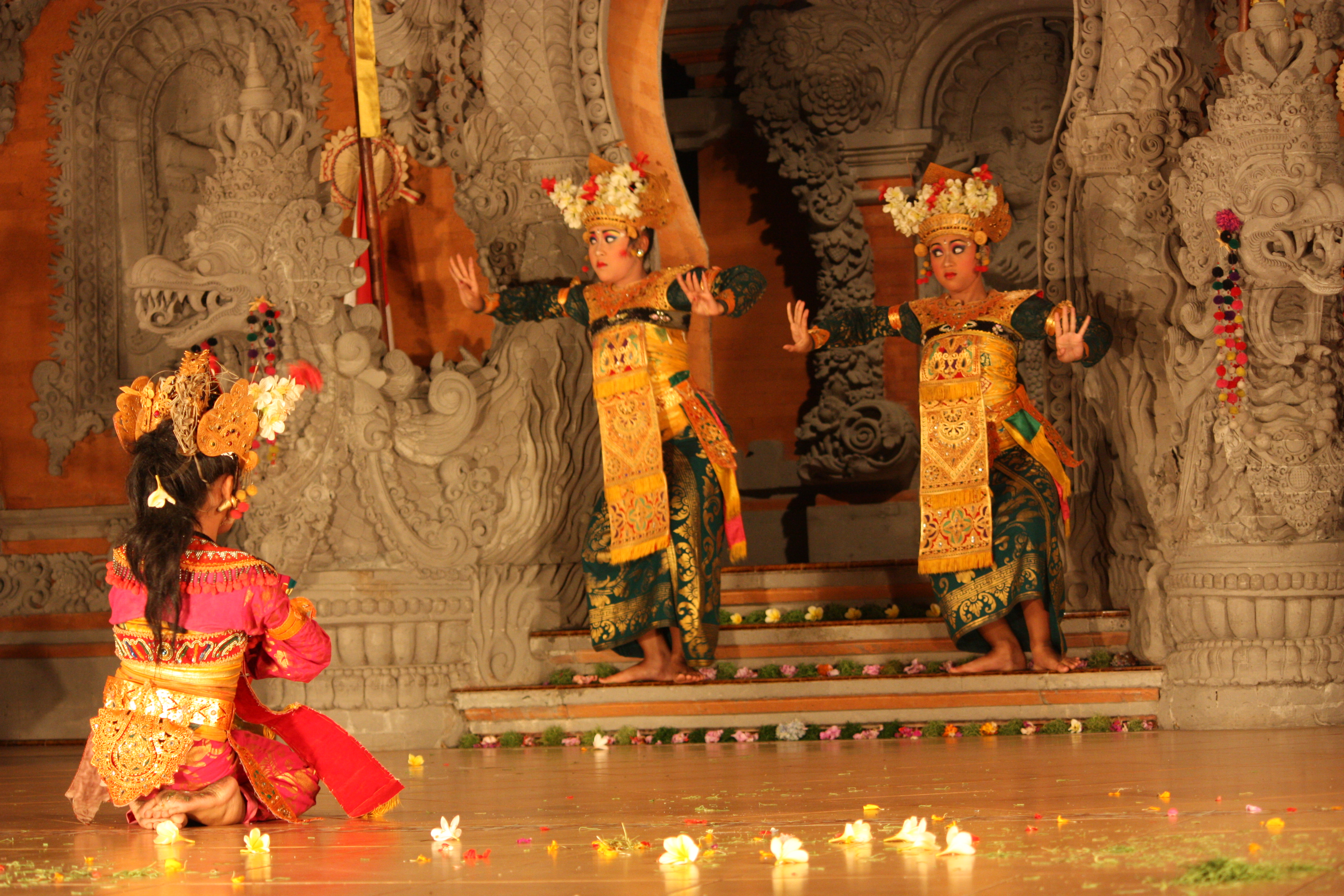
legong, két legong és a condong táncosnő
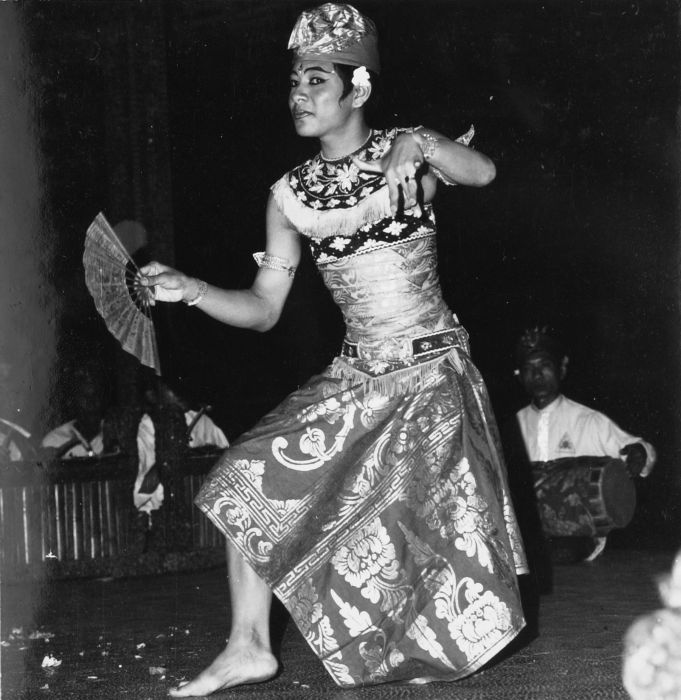
legong táncosnő 1971 Bali hotel
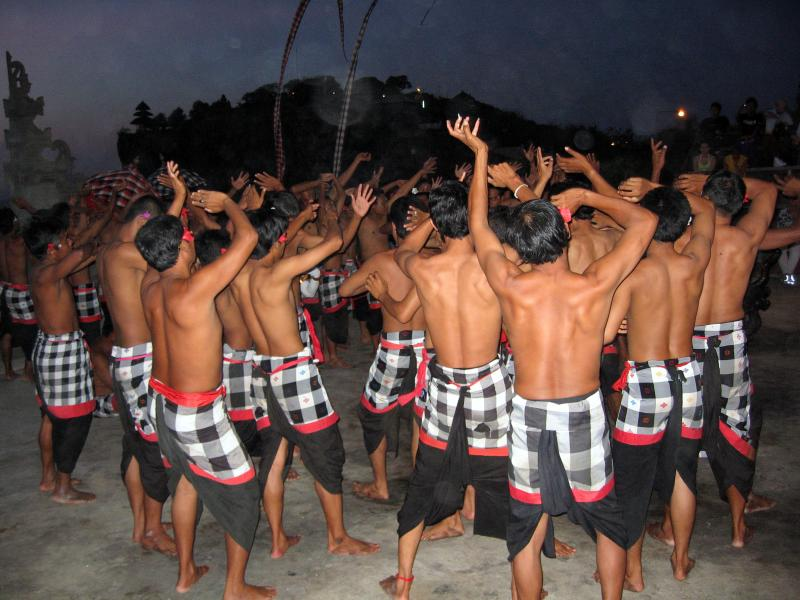
kecak táncosok Uluwatuban
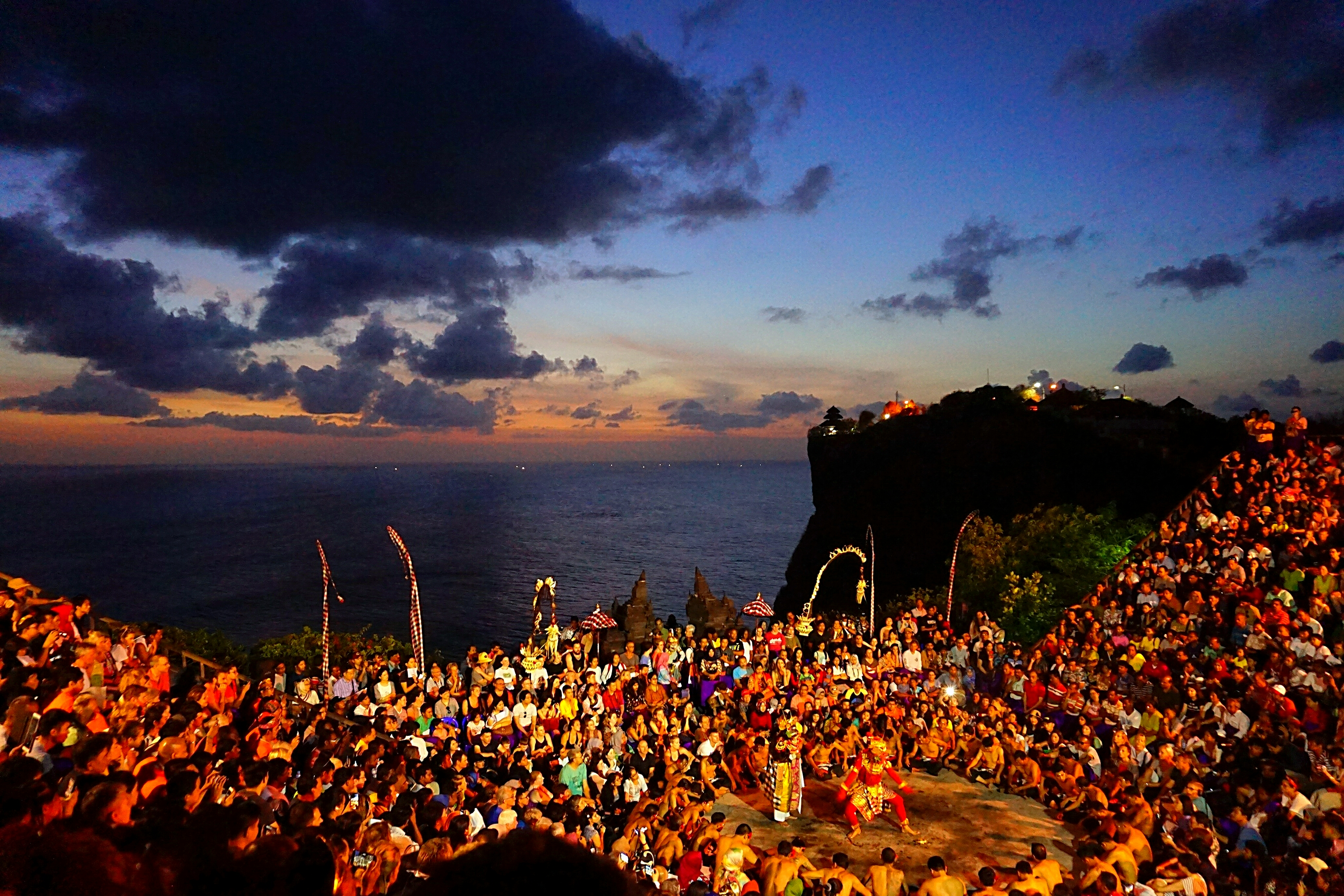
Rámajána kecak előadás